# Моллерапувайя, Ганеш
Ганеш Моллерапувайя (англ. Ganesh Mollerapoovayya, 8 июля 1946, Сунтикоппа, Британская Индия) — индийский хоккеист (хоккей на траве), нападающий. Бронзовый призёр летних Олимпийских игр 1972 года.

## Биография
Ганеш Моллерапувайя родился 8 июля 1946 года в деревне Сунтикоппа в индийском округе Кург (сейчас Кодагу).
Начал играть в хоккей на траве, когда поступил на службу в индийскую армию. В 1965—1973 годах выступал за «Армд Сервисез», в 1974 году — за Бомбей.
Учился в Национальном институте спорта, стал магистром английского языка, тренером и доктором философии по физвоспитанию.
В 1972 году вошёл в состав сборной Индии по хоккею на траве на Олимпийских играх в Мюнхене и завоевал бронзовую медаль. Играл на позиции нападающего, провёл 9 матчей, забил один мяч в ворота сборной Новой Зеландии.
На чемпионатах мира в 1971 году выиграл бронзу в Барселоне, в 1973 году — серебро в Амстелвене.
В 1970 и 1974 годах в составе сборной Индии завоевал серебряные медали хоккейных турниров летних Азиатских игр.
В 1973 году награждён национальной спортивной премией «Арджуна», в 1981 году — спортивной премией Карнатаки, в 2020 году удостоен государственной награды «Падма Шри».

## Семья
У Ганеша Моллерапувайи есть одна сестра и четверо братьев, двое из которых — Суббайя и Кавериаппа — успешно выступали в футболе и хоккее на траве на национальном уровне.